# 地番
地番（ちばん）とは、日本で、一筆の土地ごとに登記所が付する番号をいう。主に不動産登記で使用される。
- ただし、住居表示が実施されていない地域では住所を表すためにも使われる。
- 住居表示に関する法律に基づいて市町村が付する住居番号とは異なるが、番地（ばんち）という言葉はどちらも指すことがある。

## 概説
明治時代初期に地番を整備した（→地租改正）。町村制の実施を経て、旧町村界もしくは大字の範囲がほぼ地番区域に相当し、その内部で一意となる付番を行なった。
現在、地番を定めるに当たっては、市、区、町、村、字、またはこれに準ずる地域をもって地番区域を定め、この地番区域ごとに土地の位置が分かりやすいものとなるように定めるものとされている（不動産登記規則 第九十七条、第九十八条）。
土地を分筆した場合においては分筆前の地番に支号（枝番）を付して各筆の地番を定めること、また土地を合筆した場合においては合筆前の首位の地番をもってその地番とすることなどが、不動産登記事務取扱手続準則第67条に規定されている。
住居表示が実施された地域では、所（住居表示）と地番が異なるため、住所で登記事項証明書や登記簿謄本等を請求しようとしても地番が分からなければ取得することができない。地番は住居表示実施前の住所地番と一致する場合が多いため、旧住所を調べれば地番を明らかにすることができる（ただし、住居表示の実施にともなって町名の変更がされているときは不動産の所在地は新しい町名による）。住居表示地番対照住宅地図（ブルーマップ、住宅明細図地籍版等）を見てもよい。

## 無番地

### 国有地
明治以来一貫して国有地である土地は、登記されたことがないため地番が付されない。たとえば皇居や宮内庁には住居表示はあるが地番はなく、京都大学本部も国立大学法人化されるまで地番がなかった（所在地は「京都市左京区吉田本町」）。この場合、最も近い「地番のついた」土地の番号を用いて「○○町××番地先国有無番地」とする。明治以来一貫して国有地である土地上の建物の所在（住所）は、すべて「国有無番地」である（例：国立館山海上技術学校の所在地は「館山市大賀無番地」）。番外地という表現も、国有地に地番が付されないことに起因するものである。

### その他の無番地
私有地を含む土地であっても、離島などで地籍調査が困難な場所については地番が付与されていない場合がある。代表例が東京都青ヶ島村で、2024年現在も島全体が無番地という扱いである。青ヶ島の場合、登記の実務上は多くの土地について平成年代に登記所の職権により地番の付与・表題登記が行われているが、確定には至っていない模様である。

## 地番の表現
- 地番は、○○町××番という形式で表現される。

（例） 山田市富士見町1234番
- 枝番がある場合、枝番を後ろに付ける。

（例） 山田市富士見町1234番1
- 「大字」（＋「字」）＋「地番」による旧来の表現（ただし多く残っている）

（例） （山田市）大字富士見（字北田）1234番1
- 住居表示を実施していない地域の多くは地番を住所として扱うが、その際地番ではなく住所を表していることを示すため、××番地と表現する。

（例） 山田市富士見町1234番地
（例） 山田市富士見町1234番地1
※以前は番地と枝番の間を「の」で繋げていたが、現在は「の」を廃止した自治体が多い。
（例）
山田市富士見町1234番地の1・・・旧来の表現方法
山田市富士見町1234番地1・・・近年採用例の多い表現方法

## 地番整理
市街地や区画整理済みの住宅地域などでまとまった区域ごとに地番を付け直し、これに枝番を併用して土地の所有者区分を明確化させるという手段が執られることがある。これを地番整理という。
日本における地番整理は、道路や鉄道・河川などで囲まれた広範な土地区画（街区）ごとに地番を与え、さらに所有者区分ごとに枝番を付ける方法のものが主流である。その点で住居表示との類似性があるが、住居表示実施済みの地域とは異なり「登記上の地番区域表記と、一般的な住所表記との不統一が起こらない」という利点がある。
しかしその半面、地番整理導入地区には町名・地番の表示物（「住居表示に関する法律」における街区案内図・街区表示板・住居番号板の類）の設置義務がないため、地域によっては「市販地図などを参照しない限り、地域外の者がすぐに目的地へたどり着けない」といった問題を抱える。これを解消するため、住居番号板と同じ様式の地番・枝番表示板を自治体が独自に設置した例（愛媛県今治市）がある。
たとえば東京都調布市の場合は、市内のほぼ全域に地番整理を導入している（住居表示は未実施）。一方で、前述の今治市や東京都新宿区・香川県高松市などのように、1つの自治体の中に、住居表示整備済みでありなおかつ地番整理を導入した地域と、住居表示整備済みであるが地番整理を行っていない地域が混在している所も多い。

## 地番の重複
上述のように、1つの地番区域では同じ地番が存在しないのが原則であるが、手続きの誤りで同一の地番が与えられている例があるほか、地域によっては同一の大字で耕地と山地のそれぞれに1から地番を振った例も存在する。
耕地と山地に重複地番を振った場合、それぞれ耕地番、山地番と呼び分けられてきたが、登記事項のシステム化にあたっては「山/耕」の識別情報を付与せねばならず、オンライン申請の障害となるばかりでなく、家宅捜索の際に重複した地番の無関係な住民に対して捜索を行ってしまうなど、各種のトラブルの原因ともなったことから、山地番に一定の値を足して重複しない番号とする形での解消が進められている。

## 里道・水路
公図が作成された当時に、道・水路だった土地に対して、現在は「道」・「水」と表示される。